# Uladzímir Aléinik
Uladzímir Aléinik   (Smaliavičy, 12 de setembre de 1959) fou un saltador belarús que va competir sota bandera soviètica durant les dècades de 1970 i 1980.
El 1976 va prendre part en els Jocs Olímpics d'Estiu de Mont-real, on guanyà la medalla de bronze en la competició de palanca de 10 metres del programa de salts. Quatre anys més tard, als Jocs de Moscou, va guanyar la medalla de plata en la mateixa prova.
En el seu palmarès també destaquen una medalla de bronze al Campionat del Món de natació de 1978 i una de plata al de 1982; una medalla d'or al Campionat d'Europa de natació de 1977 i una de plata al de 1981 i una medalla d'or i una de bronze a les Universíades de 1979 i 1981 respectivament. Es va retirar el 1986 i de 1989 al 2002 fou l'entrenador de la selecció austríaca de natació.